# Triéthylsilane
Le triéthylsilane est un composé chimique de formule SiH(CH2CH3)3. Il s'agit d'un liquide incolore communément utilisé en synthèse organique pour l'hydrosilylation des alcènes. Cet hydrure possède une liaison Si–H réactive qui en fait également un réducteur efficace.
Il peut être préparé en faisant réagir trois équivalents d'éthylène CH2=CH2 avec du silane SiH4 :
3 CH2=CH2 + SiH4 → SiH(CH2CH3)3.